# スナイダー郡 (ペンシルベニア州)
スナイダー郡（英: Snyder County）は、アメリカ合衆国ペンシルベニア州の中央部に位置する郡である。2010年国勢調査での人口は39,702人であり、2000年の37,546人から5.7%増加した。郡庁所在地はミドルバーグ・ボロ（人口1,309人）であり、同郡で人口最大の町はセリンズグローブ・ボロ（人口5,654人）である。スナイダー郡は1855年にユニオン郡から分離して設立された。

## 歴史
スナイダー郡は1740年代にバークス郡やランカスター郡から移住してきたペンシルベニア・ドイツ人が入植し、1855年3月2日にユニオン郡から分離して独立した郡となった。郡名は初期の著名な市民であり政治家だったサイモン・スナイダーに因んで名付けられた。スナイダーは1808年から1817年までペンシルベニア州知事を3期務め、またその家をセリンズグローブに建設した。郡庁所在地であるミドルバーグは1800年に区画が決められ、1864年に法人化された。

## 地理
アメリカ合衆国国勢調査局に拠れば、郡域全面積は333平方マイル (860 km2)であり、このうち陸地332平方マイル (858 km2)、水域は1平方マイル (2 km2)で水域率は0.29%である。スナイダー郡はアパラチア山脈のリッジ・アンド・バレー地理区分にある。2つの尾根が南西から北東に並行して走っている。サスケハナ川が東郡境になっている。尾根の間には、険しい丘陵、穏やかにうねる丘陵、平らなクリークの流域がある。400以上の農園が活動しており、農業が経済でも環境でも重要な役割を果たしている。郡域のほぼ半分は軟木と硬木の森が残っている。これらの森には野生生物が徘徊しており、スポーツ狩猟の対象になっている。

### 交通
スナイダー郡には2本の幹線道が通っている。アメリカ国道11号線と15号線が合流したまま郡の東端を通り、サスケハナ川の岸を辿っている。車の流れは重い荷物を積んだトラックや乗用車で一定であり、金曜の午後や週末は渋滞する。セントラル・サスケハナ・バレー・スルーウェイと呼ぶバイパス道が計画されている。資金上の問題があって計画が遅れてきた。この計画道はシャモキン・ダムのすぐ北でモンロー・タウンシップを横切ることになる。多くの個人所有の土地がルートに指定されており、住民は生活の質について負の影響を心配している。現在の国道沿いには多くのレストランやホテルがあり、これらの収入源や従業員の失業にも関心が寄せられている。2007年6月、ペンシルベニア州交通省はさらに2年の遅延を発表した。主な障害は推計で3億米ドルをこえる資金の不足である。
 アメリカ国道522号線は、セリンズグローブに始まり西にクリーマー、ミドルバーグを抜けてルイスタウンに至る。 ペンシルベニア州道35号線はセリンズグローブの南、アメリカ国道11号線/15号線に始まり、国道522号線の南を並行して走り、フリーバーグやマウントプレザントを抜けて、郡西部のマカリスタービルやリッチフィールドに至る。
スナイダー郡はペンシルベニア州交通省第3地区にある。交通省に拠れば、郡内に州が所有する橋が240か所ある。現在多くの橋や道路が修理を必要としている。2007年、27の橋が構造上の欠陥があるとされ、また4つの橋は荷重制限が課された。クリーマーのミドル・クリークに架かる橋は、州から構造上の欠陥があると指摘されてきた。
州道 ペンシルベニア州道235号線、 ペンシルベニア州道104号線、 ペンシルベニア州道204号線が郡内を南北に横切っている。104号線はジュニアータ郡でアメリカ国道11号線/15号線と合流する。

### 隣接する郡
- ユニオン郡 - 北
- ノーサンバーランド郡 - 東
- ジュニアータ郡 - 南
- ミフリン郡 - 西

## 人口動態
以下は2000年国勢調査による人口統計データである。
| 基礎データ - 人口: 37,546人 - 世帯数: 13,654 世帯 - 家族数: 9,981 家族 - 人口密度: 44人/km2（113人/mi2） - 住居数: 14,890 軒 - 住居密度: 17軒/km2（45軒/mi2） 人種別人口構成 - 白人: 97.93% - アフリカン・アメリカン: 0.82% - ネイティブ・アメリカン: 0.05% - アジア人: 0.42% - 太平洋諸島系: 0.01% - その他の人種: 0.30% - 混血: 0.48% - ヒスパニック・ラテン系: 0.98% 先祖による構成 - ドイツ系：48.2% - アメリカ人：17.2% - イギリス系：5.5% 言語による構成 - ペンシルベニアドイツ語: 4.19% | 年齢別人口構成 - 18歳未満: 24.0% - 18-24歳: 11.2% - 25-44歳: 27.4% - 45-64歳: 23.3% - 65歳以上: 14.0% - 年齢の中央値: 37歳 - 性比（女性100人あたり男性の人口） - 総人口: 95.6 - 18歳以上: 93.1 世帯と家族（対世帯数） - 18歳未満の子供がいる: 32.1% - 結婚・同居している夫婦: 62.0% - 未婚・離婚・死別女性が世帯主: 7.4% - 非家族世帯: 26.9% - 単身世帯: 22.4% - 65歳以上の老人1人暮らし: 10.3% - 平均構成人数 - 世帯: 2.58人 - 家族: 3.02人 |

2003年時点での平均給与は年額26,650米ドルだった。この年の人口は37,965人だった。就業者数は17,907人であり、2004年には19,863人だった。2004年の失業率は4.8%だった。

## 都市と町

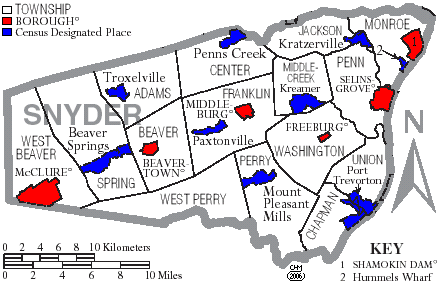
スナイダー郡の自治体、ボロは赤、タウンシップは白、国勢調査指定地域は青

ペンシルベニア州法の下では4種類の自治体がある。市、ボロ、タウンシップ、町である。

### ボロ
| - ビーバータウン - フリーバーグ - マクルア | - ミドルバーグ - 郡庁所在地 - セリンズグローブ - シャモキン・ダム |

### タウンシップ
| - アダムズ - ビーバー - センター - チャップマン - フランクリン | - ジャクソン - ミドルクリーク - モンロー - ペン - ペリー | - スプリング - ユニオン - ワシントン - ウェストビーバー - ウェストペリー |

### 国勢調査指定地域
国勢調査指定地域はアメリカ合衆国国勢調査局が人口統計データを取るために設定した地域である。州法の下では実際の司法権が及ぶ範囲ではない。村などその他の未編入領域も下記に挙げる。
| - ビーバースプリング - ハンメルズワーフ - クラッツァービル - クリーマー - マウントプレザントミルズ | - パクストンビル - ペンズクリーク - ポートトレバートン - リッチフィールド - （一部はジュニアータ郡内） - トロクセルビル |

## 経済
製造業は2001年から大きな雇用機会減少に直面している。失業数は427、全体の7.2%に相当している。2001年以来郡労働力の36%が失業したことになった。
2006年12月時点で、ペンシルベニア州労働産業省の報告による郡内所要雇用主は次の通りだった。
- ウッドモード、製造業
- サスケハナ大学、教育サービス
- コーンストーガ・ウッド・スペシャリティーズ・コーズ、製造業
- セリンズグローブ地域教育学区、教育サービス
- ミッドウェスト教育学区、教育サービス
- アペックス・ホームズ・インク、製造業
- ウォルマート・アソシエイツ・インク、小売業
- ナショナル・ビーフ、卸売業
- ペン・ライアン・ホームズ・インク、製造業
- プロフェッショナル・ビルディング・システムズ、製造業

2005年、製造業は20の産業分野の中で最大だった。一人当たり年収は34,042米ドルだった。1994年から2004年の間に7.7%増加していた。
セリンズグローブに本拠を置く製造施設2か所が2007年春に閉鎖を発表した。どちらも建設関連の製造施設である。この両社で250人以上が失業することになる。
2008年春、新しい製造施設であるアイコン・レガシー・カスタム・モジュラー・ホームズがセリンズグローブに開所され、100人の雇用機会がもたらされた。
スナイダー郡と地域は経済的に苦戦を強いられている。その理由として、自治体間の協業、協力の欠如、雇用基盤の変化と生活賃金を払える仕事の欠如、若者の流出、高齢化、労働力開発の必要性、不均衡な税制度が挙げられる。
2000年から2005年の間にスナイダー郡の企業2社が、ペンシルベニア州コミュニティ・経済開発省の機会認定計画を通じて、55万米ドルの資金を得た。

## 教育

### 高等教育機関

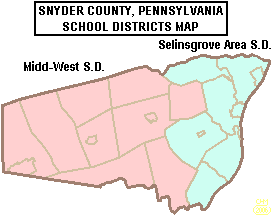
スナイダー郡教育学区の区分図

- サスケハナ大学（英語版）

### 公共教育学区
- ミドル・ウェスト教育学区
- セリンズグローブ地域教育学区
- サスQ・サイバー・チャータースクール

### 就学前教育
2007年6月、ペンシルベニア州教育省の子供開発初期学習局に拠れば、スナイダー郡は子供のリスクレベルが低い方から中間程度にあり、納税者の手当てする資金からより恩恵を受けられるとしていた。
- 子供の発見センター
- ラビングハーツ・デイケア - ミドルバーグ
- サスケハナバレー・プレスクール
- ロック・プレスクール - シャモキン・ダム
- セリンズグローブ高校子供のセンター
- SUMCD - サスケハナ子供のセンター - セリンズグローブ

### 学習開始就学前授業
学習開始就学前授業は低収入家庭の子供のために連邦政府と州が資金手当てする授業である。対象は3歳児と4歳児である。これに参加するためには、家庭の収入が連邦政府の規定する貧困線以下である必要がある。
- ミドルバーグ学習開始センター[20]

### 私立学校
ペンシルベニア州教育省に登録される私立学校は次の通りである。
- バナービル学校、マクルア、2年生-8年生
- チャップマン教区学校、ポートトレバートン、1年生-9年生
- ゴスペル・クリスチャン・アカデミー、セリンズグローブ、幼稚園-11年生
- ジャックスマウンテン学校、マクルア、1年生-8年生
- カンツ教会学校ミドルバーグ、1年生-8年生
- レイクビュー学校、ポートトレバートン、1年生-8年生
- ラーニングオーク学校、マウントプレザントミルズ、1年生-9年生
- ロカストグローブ学校、マウントプレザントミルズ、1年生-8年生
- メドウビュー学校、ポートトレバートン、1年生-8年生
- パレスクリーク学校、マウントプレザントミルズ、1年生-8年生
- ペンビュー・クリスチャン・アカデミー、ペンズクリーク、幼稚園前-12年生
- シャディグローブ教区学校、ポートトレバートン、1年生-8年生
- ホワイトオーク学校、リバプール、1年生-8年生

## 委員会と機関
- スナイダー郡保存地区[23]、ボランティアの7人の委員で構成される。州法の清浄水流法の下で、州の侵食堆積物汚染制御計画を管理する機関である。保存地区法は特定状況下でそのサービスに課金することを認めている。そのモットーは教育を通じた保存である。栄養価管理、侵食防止、砂利道の改良、水域保護に関する計画を立てている[24]。
- スナイダー郡共同拡張委員会[25]、教育、出版、行事を通じて、市民に公平な研究に基づく情報を提供する
- スナイダー郡地理情報システム[26] (GIS)、郡の位置情報を示す地図に水域のデータやビルの住所など付加的情報を重ねて制作する。この地図は開発計画、救急サービスの指示、洪水面の追跡や疫病学に用いられる
- スナイダー郡住宅公社、安全で衛生的で手頃な住宅を促進し、住民の生活の質を維持する任務がある。低収入家庭には適当な住居を借りるために保証システムを使って援助する。
- 緊急管理機関[27]、一人のコーディネーターが運営している[28]
- スナイダー郡ゴミ処理公社、郡内の固体廃棄物の管理を計画する。リサイクル計画[29]は様々なスケジュールと共に郡内で利用される。さらに単一の処理業者との契約を行うか、個別運送業者との契約を認め続けるかを検討する。
- スナイダー郡アマチュア・ラジオ・緊急通信[30]、危機や災害時に重要な通信資源を提供する。緊急管理コーディネーターを通じて行われる

## 環境問題
2002年、大気と水の質に係わり癌の危険性を評価したときに、スナイダー郡は全米の郡の中で悪い方の10%に入っていた。1999年には、二酸化硫黄の排出に関して最悪の10%に入っていた。
スナイダー郡の水資源は、井戸、泉と水流、貯水池、サスケハナ川、下水処理場、ポンプ場である。上水の供給は、利用可能な水の量、水の質、および供給システム物理的成分の実行可能性に影響される。水の量は通常自然に依存している。一方で人間は水の質の維持に責任がある。水質汚染は自然にも起こるが、人間のミスや意図的なことでも起こる。肥料やミルクを水に混ぜれば汚染が起こる。有害物質を誤って排出して汚染させることもある。上水の供給路は有害物質で汚染されてきた。
- 地下水はアメリカ地質研究所が監視している[32]。
- プライマー・フォー・ペンシルベニアン[33]は、地下水質の自己防衛を推奨する水資源教育ネットワークによって提供されている

- マスター・ウェル・オーナー・ネットワーク[34]は、民間水供給体系の適切な建設と維持を促進する訓練されたボランティアのネットワークである。60の郡に286人の訓練されたボランティアがいる。8,000人以上の住宅所有者に助言を行ってきた。
- ペンズクリーク下流水域協会の主目的は、土地と水資源を賢く使うことを促進することで、ペンズクリーク下流を保護し、保存し、改良することである。この組織は全ての市民に開放されている。主流の評価を後援してきた。ペンズクリーク下流は郡内とユニオン郡内に約163平方マイル (420 km2) の流域がある。セリンズグローブ北境でサスケハナ川に注いでいる。サスケハナ・グリーンウェイ・パートナーシップ[35]とサスケハナ川流域委員会[36]の任務遂行にも貢献している。スナイダー郡保護地区とユニオン郡保護地区には水域の専門家がおり、協会の活動に参加している。ディーテイル・グローイング・グリーン・グラント[37]が専門家を支援し、技術的な支援を行い、水域の回復と保護を調整している。
- 民間土地所有者援助計画[38] (PLAP)は、土地所有者が生物生息域管理計画の策定を援助し、生物にとっての価値を上げ、生息域の質の低下を止め、生物生息域の喪失を止めようとしている。この計画に参加するのは無料であり、大衆の参加要請も無い
- 自然資源イクステンション[39]は、私有地における健全な森の育成について情報を提供している

## 公共事業
電力、郡内21の自治体全てがPPL電力ユーティリティーズからの電力供給を受けている。アメリカ合衆国エネルギー省に拠れば、500キロボルトの送電線が郡内を通っている。シャモキンダムにあるサンベリー石炭焚き火力発電所はおおよそ400メガワットの発電能力があり、この500キロボルト線から3本の138キロボルト線が分岐している。
上水、上水は様々な自治体ろ地域の機関、民間供給者、民間井戸水資源から供給されている。
ガス、UGIペン天然ガスが唯一の供給業者であり、プロパンガスの業者が田園部の町を担当している。
通信、ベライゾンが電話事業を、イーブンリンクがIP電話事業を郡内21の自治体全てに提供している。
ケーブルテレビ、サービス・エレクトリック・ケーブルビジョン、ニッテニー・メディア、ザンペリ・エレクトロニクス、ビーバースプリングス・コミュニティTV協会がサービスを提供している。
高速インターネット通信、主にベライゾン、イーブンリンク、サービス・エレクトリック・ケーブルビジョンが担当している。
郡内には高速無線インターネットを備えたレストランが幾つかある。ダンキン・ドーナッツとアップルビーズがペンテレデータから無料アクセスサービスを提供されている。MPヒルズのホワイトハウス・デリも無料サービスを行っている。

## 政治
スナイダー郡は大統領選挙で共和党の強い地盤である。最近の大統領選挙で支持率が60%を下回った共和党候補は1996年のボブ・ドールが最後だった。2008年の場合、ジョン・マケインが64%を獲得した。1964年の選挙でバリー・ゴールドウォーターを支持したことでは、州内唯一の郡だった。共和党候補がスナイダー郡を制することができなかったのは1912年のウィリアム・タフトが最後になっている。このとき元大統領のセオドア・ルーズベルトが造反して共和党を割り、進歩党候補者となってスナイダー郡を制した。1856年にペンシルベニア州生まれのジェームズ・ブキャナンが当選したとき以降、民主党候補が郡を制したことは無い。スナイダー郡と同じ程度に共和党を支持し続けている唯一の郡が北隣のユニオン郡であり、1856年でもブキャナンではなく、ジョン・C・フレモントを支持した。
スナイダー郡はアメリカ合衆国下院議員第10選挙区に属し、クック投票動向指数でも共和党+8である。2013年時点では共和党議員を選出している。ペンシルベニア州上院では第27選挙区に、下院では第82、第85、第108選挙区に属し、すべて共和党員が議員になっている。
党公認候補に投票する有権者の中で、73.2%は共和党員、24.65%が民主党員である。2008年に行われた選挙では全て共和党が20%以上の大差で制した。クリス・カーニーの場合は郡内で13%差で敗れたが、選挙区は12%差で当選した。

## 文化
スナイダー郡の文化は紛れもなくペンシルベニア・ドイツの言語と文化であり、農業の遺産の他、ドイツ字体、ケンタッキーライフル、木製品、ミドルスワース・チップ工場、毎年の祭、オークションなどがある。建造物としてはスナイダー知事邸宅、ポンフレットの城、スコッチ・ブロックハウス、ペンシルベニア運河の遺構、屋根付き橋などがある。郡内にスナイダーミドルスワース州立公園やトールティンバーズ自然地域があり、また州立の歴史標識が13か所に立っている。